# Купол Урана
Купол Урана (лат. Uranius Tholus) — це вулкан на Марсі, розташований у квадранглі Tharsis за координатами 26,52° пн. ш., та 262,43° сх. д.. Його діаметр становить близько 61.4 км, а свою назву він отримав від назви класичної деталі альбедо.

## Географія та геологія
Uranius Tholus — це один із групи вулканів Урана. Він розташований на північ від більшого вулкана з цієї ж групи — Керавнійського купола (Ceraunius Tholus).
Ударні кратери на поверхні у цій місцевості свідчать про те, що активність вулкана припинилася вже дуже давно. За деякими оцінками, він утворився наприкінці гесперійського періоду (близько 2,5 мільярда років тому), однак точно визначити його вік вчені поки не можуть.
Тарсис — це земля великих вулканів. Olympus Mons — це найвищий із відомих вулканів. «Mons» — це термін, що використовується для опису великої й високої деталі поверхні. «Tholus» — це приблизно те ж, тільки цим словом описують менші об'єкти.

## Галерея
| |
| Вид на вулкани Uranius Tholus та Ceraunius Tholus із камери Mars Orbiter Camera, що на космічному апараті Mars Global Surveyor. |

|                       |
| Група вулканів Урана. |